# 勞蒂奧冰原島峰
82°37′S 53°3′W / 82.617°S 53.050°W
勞蒂奧冰原島峰（英語：Rautio Nunatak）是南極洲的冰原島峰，位於伊利沙伯女皇地，處於諾伊堡峰和漢納峰之間，海拔高度約1,000米，現時由南極條約體系管理。